# Chiesa dei Santi Pietro e Paolo (Palermo)

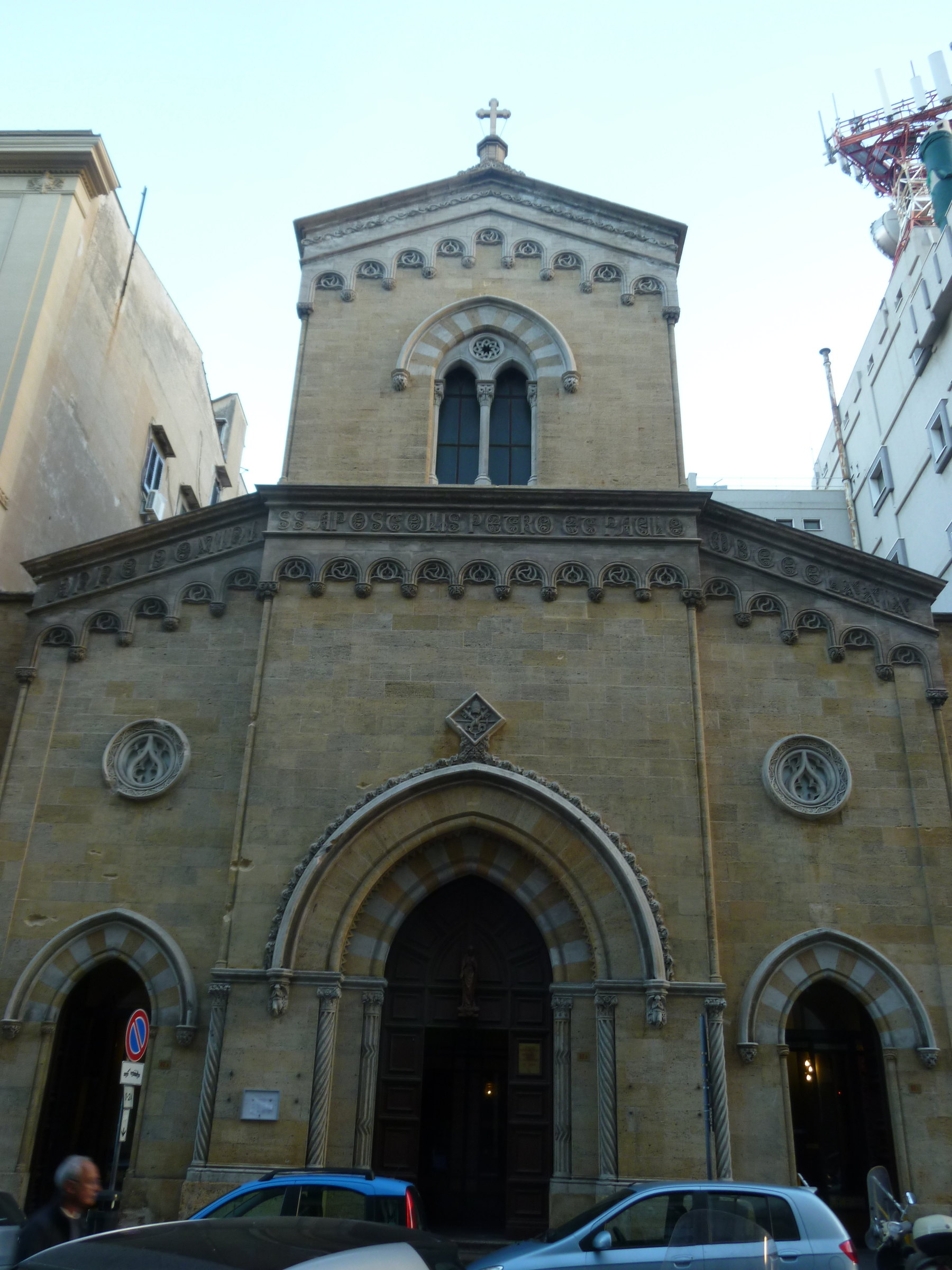

Chiesa dei Santi Pietro e Paolo ist ein Kirchengebäude in Palermo.
Die an der Via Bentivegna gelegene Kirche wurde als neugotisches Bauwerk gegen Mitte des 19. Jahrhunderts begonnen, nachdem der Vorgängerbau von 1550 abgetragen worden war.
Der Architekt des Neubaus war Domenico Marvuglia und als Baumeister ist Giovanni Rutelli dokumentiert, beide Namen finden sich auf Tafeln neben dem Hauptportal.
Das obere Geschoss der basilikalen Backsteinfassade springt gegenüber der Portalzone deutlich zurück. Das Hauptportal mit unterschiedlich gestalteten Säulen wird begleitet von zwei kleineren Seitenportalen. Nach oben wird das untere Geschoss von einem weit vorkragenden Gesims abgeschlossen. Beide Geschosse weisen einen umlaufenden Kranz von Blendarkaden auf. Der obere Fassadenteil wird beherrscht von einem maßwerkgegliederten, flachgedrückten Spitzbogenfenster.
Säulen aus rotem Marmor mit korinthischen Kapitellen teilen den Kirchenraum in drei Schiffe. Wände und Decken sind im byzantinisch-normannischen Stil aufwändig dekoriert. Die Apsis ist geschmückt mit dem Wandfresko „Christus Pantokrator“, zu seinen Seiten Petrus und Paulus. Unter der Orgel im Eingangsbereich hängt ein polychrom gefasstes Kruzifix.